# HMS Neptune (1874)
«Нептун» (англ. HMS Neptune) — баштовий броненосець Королівського флоту.

## Історія створення
Броненосець «Нептун» був закладений у 1873 році у Великій Британії для Бразилії під назвою «Independência», але у 1878 році придбаний для Королівського флоту. Модифікації корабля, аби він відповідав вимогам Королівському флоту, зайняли три роки, і броненосець увійшов у стрій 1883 року, 

## Історія служби
Після вступу у стрій броненосець ніс службу у Флоті Каналу (Ла-Маншу). 
У 1885 році корабель було переведено на Середземноморський Флот, пройшов ремонт в Портсмуті в 1886–87 роках. Потім «Нептун» став кораблем охорони порту 1-го класу резерву 1 класу у Голігеді. 
1893 року корабель перевели до резерву у Портсмуті. 
Коли броненосець буксирували на утилізацію у 1903 році, «Нептун» випадково протаранив «Ві́кторі», який тоді служив блокшивом для Військово-морської школи зв'язку, зіткнувся з «Хіроу», і ледь розминувся з кількома іншими кораблями. 
Броненосець розібрали на метал в Німеччині в 1904 році.